# Antirrhea lindigii
Antirrhea lindigii är en fjärilsart som beskrevs av Felder 1862. Antirrhea lindigii ingår i släktet Antirrhea och familjen praktfjärilar. Inga underarter finns listade i Catalogue of Life.